# Уилям Никълсън
Уилям Никълсън (на английски: William Nicholson) е английски сценарист, драматург, режисьор, продуцент и писател на произведения в жанра драма, фентъзи, приключенски роман, исторически роман и любовен роман.

## Биография и творчество
Уилям Никълсън е роден на 12 януари 1948 г. в Луис, Съсекс, Англия, в римокатолическо семейство. Отраства в Съсекс и Глочестър. От малък желае да е писател. Завършва католическа гимназия в Съмърсет. Следва в Кеймбриджкия университет.
След дипломирането си работи за Би Би Си като режисьор на документални филми между средата на 70-те и средата на 80-те години. От 1975 г. пише сценарии за филми и сериали. Става известен с екранизацията на „Shadowlands“ (Земя на сенките), номиниран за „Оскар“, c участието на Антъни Xопкинс и Дебра Уингър. Пише сценариите за филмите „Сарафина“, „Нел“, „Първият рицар“, „Гладиатор“. Филмът „Гладиатор“ е номиниран за „Оскар“.
През 2000 г. е издаден първият му роман „The Wind Singer“ от фентъзи поредицата „Огнен вятър“. Книгата е отличена с наградите „Blue Peter“, Нестле“ и „Smarties“ за най-добра детска книга.
Първата му книга за възрастни „На автостоп... към себе си“ е издаден през 2004 г., а през 2005 г. е издадена книгата му „Изпитанието на истинската любов“.
Член е на Кралското литературно общество. През 2015 г. е удостоен с отличието Офицер на Ордена на Британската империя.
През 1988 г. се жени за Вирджиния Бел. Имат три деца.
Уилям Никълсън живее със семейството си в Съсекс.

## Произведения

### Самостоятелни романи
- The Society of Others (2004)
На автостоп... към себе си, изд.: „Унискорп“, София (2006), прев. Сашка Георгиева
- The Trial of True Love (2005)
- Rich and Mad (2009)
- I Could Love You (2011)
- The Golden Hour (2011)
- Reckless (2014)
- Amherst (2015)
- The Lovers of Amherst (2015)
- Adventures in Modern Marriage (2017)

### Серия „Огнен вятър“ (Wind on Fire)
1. The Wind Singer (2000) – награда „Blue Peter“
2. Slaves of the Mastery (2001)
3. Firesong (2002)

### Серия „Благородни воини“ (Noble Warriors)
1. Seeker (2005)
2. Jango (2006)
3. Noman (2007)

### Серия „Всички обнадеждени влюбени“ (All the Hopeful Lovers)
1. The Secret Intensity of Everyday Life (2009)
Тайното напрежение на ежедневния живот, изд.: „Унискорп“, София (2011), прев. Сашка Георгиева
2. All the Hopeful Lovers (2010)
Всички обнадеждени влюбени, изд.: „Унискорп“, София (2016), прев. Пламен Кирилов
3. Motherland (2012)

### Пиеси
- Shadowlands (1989)
- The Retreat from Moscow (2004)
- Crash (2010)

### Сборници
- Collected Poems (1999) – поезия

### Сценарии и екранизации
- 1975-1976 Anno Domini Everyman – ТВ сериал, 3 епизода, продуцент
- 1977-1978 Everyman – ТВ сериал, 6 епизода, режисьор, продуцент
- 1983 Martin Luther, Heretic – ТВ филм
- 1985 Shadowlands – ТВ филм
- 1986 Lovelaw – документален ТВ сериал, режисьор
- 1987 Horizon – документален ТВ сериал, 1 епизод
- 1987-1990 The March – ТВ сериал, 2 епизода
- 1992 Sarafina! – сценарий
- 1992 A Private Matter – ТВ филм
- 1993 Земя на сенките, Shadowlands – сценарий
- 1994 Нел, Nell – сценарий
- 1995 Първият рицар – сценарий
- 1996 Престъплението на века – ТВ филм
- 1997 Пламъкът на любовта, Firelight – автор и режисьор
- 1999 Сивата сова, Grey Owl – сценарий
- 2000 Гладиатор – сценарий
- 2007 Елизабет: Златният век
- 2009 Strife – автор и режисьор
- 2012 Клетниците – сценарий
- 2013 Mandela: Long Walk to Freedom – сценарий
- 2014 Несломен – сценарий
- 2015 Еверест – сценарий
- 2017 Breathe – сценарий
- 2019 Hope Gap – автор и режисьор